# Вельяшево
Вельяшево — деревня в Можайском районе Московской области в составе Порецкого сельского поселения. Численность постоянного населения по Всероссийской переписи 2010 года — 1 человек. До 2006 года Вельяшево входило в состав Синичинского сельского округа.
Деревня расположена на западе района, примерно в 9 км к северу от Уваровки, на левом берегу безымянного правого притока реки Лусянка (приток Москва-реки), высота центра над уровнем моря 212 м. Ближайшие населённые пункты — Ельник на юге и Псарёво на севере.